# Крес, Геза де
Геза де Крес (англ. Géza de Kresz, венг. Kresz Géza; 11 июня 1882, Будапешт — 2 октября 1959, Торонто) — венгерско-канадский скрипач и музыкальный педагог.
Учился у Енё Хубаи в Будапештской консерватории (окончил в 1900 г.), затем в Праге у Отакара Шевчика и в Брюсселе у Эжена Изаи. Начал концертировать в 1906 г. В 1907—1909 гг. концертмейстер оркестра Тонкюнстлер, в 1909—1915 гг. концертмейстер Бухарестского симфонического оркестра и преподаватель Бухарестской консерватории. В 1915 г. де Крес переехал в Берлин, где в 1917—1921 гг. был концертмейстером Берлинского филармонического оркестра, в 1919—1923 гг. преподавал в Консерватории Штерна. В 1923—1935 гг. вместе с женой, пианисткой Норой Древетт, жил и работал в Торонто, в 1930 г. принял канадское гражданство. В Канаде Крес и Древетт продолжали выступать дуэтом, играли трио с виолончелистом Борисом Гамбургом, в 1930—1934 гг. Крес руководил небольшим собственным камерным оркестром. Кроме того, на протяжении всех 12 лет своей жизни в Торонто Крес играл первую скрипку в Харт-Хаус-квартете. В 1935—1947 гг. семья Кресов вновь жила в Будапеште, де Крес преподавал в Будапештской консерватории, а с 1941 г. также руководил Национальным музыкальным училищем. В 1947 г. они вернулись в Торонто.